# Engoulevent sombre
Caprimulgus fraenatus
Espèce
Statut de conservation UICN

 LC  : Préoccupation mineure
L'Engoulevent sombre (Caprimulgus fraenatus) est une espèce d'oiseaux de la famille des Caprimulgidae.

## Répartition
Cette espèce vit en Afrique orientale.